# EPrix de Daria de 2021
O ePrix de Daria de 2021 foram duas corridas realizadas nos dias 26 e 27 de fevereiro de 2021, sendo a primeira e segunda etapas do campeonato mundial de 2020–21 da Fórmula E, categoria de monopostos totalmente elétricos regulada pela Federação Internacional de Automobilismo (FIA). Foi realizada no Circuito Urbano de Riade, na cidade de Daria, localizada a noroeste de Riade, capital da Arábia Saudita.

## Primeira corrida

### Qualificação
| Fase de grupos | Fase de grupos | Fase de grupos | Fase de grupos | Fase de grupos | Fase de grupos | Fase de grupos |
| -------------- | -------------- | -------------- | -------------- | -------------- | -------------- | -------------- |
| Grupo 1        | DAC (1)        | VAN (2)        | VER (3)        | BUE (4)        | ROW (5)        | DIG (6)        |
| Grupo 2        | EVA (7)        | LOT (8)        | GUE (9)        | BIR (10)       | DEV (11)       | FRI (12)       |
| Grupo 3        | SIM (13)       | MOR (14)       | RAS (15)       | LYN (17)       | WEH (18)       | TUR (24)       |
| Grupo 4        | MUE (25)       | BLO (26)       | SET (27)       | DEN (–)        | CAS (–)        | NAT (–)        |

| Pos    | Nº | Piloto                 | Equipe           | FG       | SP       | Grid |
| ------ | -- | ---------------------- | ---------------- | -------- | -------- | ---- |
| 1      | 17 | Nyck de Vries          | Mercedes-Benz EQ | 1:08.786 | 1:08.157 | 1    |
| 2      | 48 | Edoardo Mortara        | Venturi          | 1:08.798 | 1:08.821 | 2    |
| 3      | 99 | Pascal Wehrlein        | Mahindra         | 1:08.885 | 1:08.869 | 3    |
| 4      | 33 | René Rast              | Audi             | 1:08.959 | 1:09.317 | 4    |
| 5      | 94 | Alex Lynn              | Mahindra         | 1:09.133 | 1:09.345 | 5    |
| 6      | 20 | Mitch Evans            | Jaguar           | 1:09.152 | 1:09.706 | 6    |
| 7      | 36 | André Lotterer         | Porsche          | 1:09.157 | —        | 7    |
| 8      | 2  | Sam Bird               | Jaguar           | 1:09.265 | —        | 8    |
| 9      | 28 | Maximilian Günther     | BMW i Andretti   | 1:09.277 | —        | 9    |
| 10     | 22 | Oliver Rowland         | Nissan e.dams    | 1:09.362 | —        | 10   |
| 11     | 29 | Alexander Sims         | Mahindra         | 1:09.559 | —        | 11   |
| 12     | 71 | Norman Nato            | Venturi          | 1:09.628 | —        | 12   |
| 13     | 8  | Oliver Turvey          | NIO 333          | 1:09.631 | —        | 13   |
| 14     | 27 | Jake Dennis            | BMW i Andretti   | 1:09.723 | —        | 14   |
| 15     | 5  | Stoffel Vandoorne      | Mercedes-Benz EQ | 1:10.128 | —        | 15   |
| 16     | 11 | Lucas di Grassi        | Audi             | 1:10.474 | —        | 16   |
| 17     | 23 | Sébastien Buemi        | Nissan e.dams    | 1:10.594 | —        | 17   |
| 18     | 13 | António Félix da Costa | DS Techeetah     | 1:10.735 | —        | 18   |
| 19     | 25 | Jean-Éric Vergne       | DS Techeetah     | 1:10.804 | —        | 19   |
| 20     | 7  | Sérgio Sette Câmara    | Dragon Penske    | 1:21.445 | —        | 20   |
| 21     | 37 | Nick Cassidy           | Envision Virgin  | 1:22.020 | —        | 21   |
| 22     | 88 | Tom Blomqvist          | NIO 333          | 1:23.165 | —        | 22   |
| 23     | 6  | Nico Müller            | Dragon Penske    | 1:24.995 | —        | 23   |
| 24     | 4  | Robin Frijns           | Envision Virgin  | S/Tempo  | —        | 24   |
| Fonte: |    |                        |                  |          |          |      |

### Corrida
| Pos                                                                | Nº | Piloto                 | Equipe                    | Voltas | Tempo/Retirada | Grid | Pontos |
| ------------------------------------------------------------------ | -- | ---------------------- | ------------------------- | ------ | -------------- | ---- | ------ |
| 1                                                                  | 17 | Nyck de Vries          | Mercedes-Benz EQ          | 32     | 46:44.765      | 1    | 25+3+1 |
| 2                                                                  | 48 | Edoardo Mortara        | Venturi Racing            | 32     | +4.119         | 4    | 18     |
| 3                                                                  | 20 | Mitch Evans            | Jaguar Racing             | 32     | +4.619         | 6    | 15     |
| 4                                                                  | 33 | René Rast              | Audi                      | 32     | +4.852         | 3    | 12     |
| 5                                                                  | 99 | Pascal Wehrlein        | Porsche                   | 32     | +7.962         | 2    | 10     |
| 6                                                                  | 22 | Oliver Rowland         | Nissan e.dams             | 32     | +9.318         | 10   | 8      |
| 7                                                                  | 29 | Alexander Sims         | Mahindra                  | 32     | +9.686         | 11   | 6      |
| 8                                                                  | 5  | Stoffel Vandoorne      | Mercedes-Benz EQ          | 32     | +9.973         | 15   | 4+1    |
| 9                                                                  | 11 | Lucas Di Grassi        | Audi                      | 32     | +11.089        | 16   | 2      |
| 10                                                                 | 8  | Oliver Turvey          | NIO 333                   | 32     | +15.518        | 13   | 1      |
| 11                                                                 | 13 | António Félix da Costa | DS Techeetah              | 32     | +16.225        | 18   | —      |
| 12                                                                 | 27 | Jake Dennis            | BMW i Andretti Motorsport | 32     | +17.025        | 14   | —      |
| 13                                                                 | 23 | Sébastien Buemi        | Nissan e.dams             | 32     | +17.273        | 17   | —      |
| 14                                                                 | 71 | Norman Nato            | Venturi                   | 32     | +17.312        | 12   | —      |
| 15                                                                 | 25 | Jean-Éric Vergne       | DS Techeetah              | 32     | +18.402        | 19   | —      |
| 16                                                                 | 38 | André Lotterer         | Porsche                   | 32     | +18.417        | 7    | —      |
| 17                                                                 | 4  | Robin Frijns           | Envision Virgin Racing    | 32     | +18.822        | 24   | —      |
| 18                                                                 | 88 | Tom Blomqvist          | NIO 333                   | 32     | +19.072        | 22   | —      |
| 19                                                                 | 37 | Nick Cassidy           | Envision Virgin Racing    | 32     | +19.951        | 21   | —      |
| 20                                                                 | 7  | Sérgio Sette Câmara    | Dragon Penske             | 32     | +20.174        | 20   | —      |
| 21                                                                 | 6  | Nico Müller            | Dragon Penske             | 32     | +20.586        | PL   | —      |
| Ret                                                                | 28 | Maximilian Günther     | BMW i Andretti Motorsport | 23     | Colisão        | 9    | —      |
| Ret                                                                | 10 | Sam Bird               | Jaguar Racing             | 22     | Colisão        | 8    | —      |
| Ret                                                                | 94 | Alex Lynn              | Mahindra                  | 16     | Colisão        | 5    | —      |
| Volta mais rápida: Stoffel Vandoorne (Mercedes-Benz EQ) – 1:09.583 |    |                        |                           |        |                |      |        |
| Fonte:                                                             |    |                        |                           |        |                |      |        |

## Segunda corrida

### Qualificação
| Fase de grupos | Fase de grupos | Fase de grupos | Fase de grupos | Fase de grupos | Fase de grupos | Fase de grupos |
| -------------- | -------------- | -------------- | -------------- | -------------- | -------------- | -------------- |
| Grupo 1        | DEV (1)        | MOR (2)        | EVA (3)        | RAS (4)        | WEH (5)        | ROW (6)        |
| Grupo 2        | SIM (7)        | VAN (8)        | DIG (9)        | TUR (10)       | DAC (11)       | DEN (12)       |
| Grupo 3        | BUE (13)       | NAT (14)       | VER (15)       | LOT (16)       | FRI (17)       | BLO (18)       |
| Grupo 4        | CAS (19)       | SET (20)       | MUE (21)       | LYN (–)        | GUE (–)        | BIR (–)        |

| Pos    | Nº | Piloto                 | Equipe                    | FG       | SP       | Grid  |
| ------ | -- | ---------------------- | ------------------------- | -------- | -------- | ----- |
| 1      | 4  | Robin Frijns           | Envision Virgin Racing    | 1:07.810 | 1:07.889 | 1     |
| 2      | 7  | Sérgio Sette Câmara    | Dragon Penske             | 1:08.333 | 1:08.178 | 2     |
| 3      | 10 | Sam Bird               | Jaguar Racing             | 1:08.384 | 1:08.405 | 3     |
| 4      | 8  | Oliver Turvey          | NIO 333                   | 1:08.424 | 1:08.439 | 4     |
| 5      | 88 | Tom Blomqvist          | NIO 333                   | 1:08.367 | 1:08.732 | 5     |
| 6      | 6  | Nico Müller            | Dragon Penske             | 1:08.432 | 1:09.060 | 6     |
| 7      | 25 | Jean-Éric Vergne       | DS Techeetah              | 1:08.471 | —        | 7     |
| 8      | 23 | Sébastien Buemi        | Nissan e.dams             | 1:08.544 | —        | 8     |
| 9      | 94 | Alex Lynn              | Mahindra Racing           | 1:08.632 | —        | 12[b] |
| 10     | 13 | António Félix da Costa | DS Techeetah              | 1:08.649 | —        | 9     |
| 11     | 37 | Nick Cassidy           | Envision Virgin Racing    | 1:08.733 | —        | 10    |
| 12     | 28 | Maximilian Günther     | BMW i Andretti Motorsport | 1:08.797 | —        | 11    |
| 13     | 22 | Oliver Rowland         | Nissan e.dams             | 1:08.798 | —        | 13    |
| 14     | 29 | Alexander Sims         | Mahindra Racing           | 1:08.876 | —        | 14    |
| 15     | 11 | Lucas Di Grassi        | Audi Sport ABT Schaeffler | 1:08.970 | —        | 15    |
| 16     | 99 | Pascal Wehrlein        | Porsche                   | 1:09.601 | —        | 16    |
| 17     | 27 | Jake Dennis            | BMW i Andretti Motorsport | 1:11.194 | —        | 17    |
| 18     | 20 | Mitch Evans            | Jaguar Racing             | 1:13.868 | —        | 18    |
| 19     | 33 | René Rast              | Audi Sport ABT Schaeffler | 1:13.954 | —        | 19    |
| NQ[a]  | 17 | Nyck de Vries          | Mercedes-Benz EQ          | S/Tempo  | —        | 20    |
| NQ[a]  | 48 | Edoardo Mortara        | Venturi                   | S/Tempo  | —        | 21    |
| NQ[a]  | 5  | Stoffel Vandoorne      | Mercedes-Benz EQ          | S/Tempo  | —        | 22    |
| NQ[a]  | 71 | Norman Nato            | Venturi                   | S/Tempo  | —        | 23    |
| NQ[c]  | 36 | André Lotterer         | Porsche                   | S/Tempo  | —        | 24    |
| Fonte: |    |                        |                           |          |          |       |

Notas
[a] ^ A Federação Internacional de Automobilismo barrou a participação dos carros das equipes Mercedes-Benz EQ e Venturi por conta de um incidente ocorrido com o piloto Edoardo Mortara da Venturi após a etapa anterior, fazendo com que a FIA lançasse uma investigação para garantir a segurança dos dois carros. O problema foi devido a um parâmetro incorreto no sistema de freios fazendo com que este fosse totalmente pressionado pelo piloto sem efeito, mas foi algo direto de consertar.
[b] ^ Alex Lynn (Mahindra Racing) recebeu uma punição de três posições no grid por causar uma colisão na sessão anterior.
[c] ^ André Lotterer (Porsche) não participou do treino oficial pois sofreu um acidente na sessão anterior e os reparos no carro não foram concluídos a tempo.

### Corrida
| Pos                                                            | Nº | Piloto                 | Equipe                    | Voltas | Tempo/Retirada | Grid | Pontos |
| -------------------------------------------------------------- | -- | ---------------------- | ------------------------- | ------ | -------------- | ---- | ------ |
| 1                                                              | 10 | Sam Bird               | Jaguar Racing             | 29     | 39:50.836      | 3    | 25     |
| 2                                                              | 4  | Robin Frijns           | Virgin Racing             | 29     | +2.194         | 1    | 18+3+1 |
| 3                                                              | 13 | António Félix da Costa | DS Techeetah              | 29     | +6.900         | 9    | 15     |
| 4                                                              | 7  | Sérgio Sette Câmara    | Dragon Penske             | 29     | +12.817        | 2    | 12     |
| 5                                                              | 6  | Nico Müller            | Dragon Penske             | 29     | +13.924        | 6    | 10     |
| 6                                                              | 8  | Oliver Turvey          | NIO 333                   | 29     | +15.523        | 4    | 8      |
| 7                                                              | 22 | Oliver Rowland         | Nissan e.dams             | 29     | +16.389        | 13   | 6      |
| 8                                                              | 11 | Lucas Di Grassi        | Audi Sport ABT Schaeffler | 29     | +20.612        | 15   | 4      |
| 9                                                              | 17 | Nyck de Vries          | Mercedes-Benz EQ          | 29     | +22.482        | 20   | 3      |
| 10                                                             | 99 | Pascal Wehrlein        | Porsche                   | 29     | +25.395        | 16   | 1      |
| 11                                                             | 38 | André Lotterer         | Porsche                   | 29     | +27.257        | 24   |        |
| 12                                                             | 25 | Jean-Éric Vergne       | DS Techeetah              | 29     | +4.846         | 7    |        |
| 13                                                             | 5  | Stoffel Vandoorne      | Mercedes-Benz EQ          | 29     | +29.112        | 22   |        |
| 14                                                             | 37 | Nick Cassidy           | Virgin Racing             | 29     | +9.079         | 10   |        |
| 15                                                             | 29 | Alexander Sims         | Mahindra Racing           | 29     | +19.885        | 14   |        |
| 16                                                             | 71 | Norman Nato            | Venturi Racing            | 29     | +24.192        | 23   |        |
| 17                                                             | 33 | René Rast              | Audi Sport ABT Schaeffler | 29     | +18.254        | 19   |        |
| 18                                                             | 88 | Tom Blomqvist          | NIO 333                   | 29     | +21.508        | 5    |        |
| Ret                                                            | 23 | Sébastien Buemi        | Nissan e.dams             | 26     | Colisão        | 8    |        |
| Ret                                                            | 28 | Maximilian Günther     | BMW i Andretti Motorsport | 26     | Colisão        | 11   |        |
| Ret                                                            | 20 | Mitch Evans            | Jaguar Racing             | 26     | Colisão        | 18   |        |
| Ret                                                            | 94 | Alex Lynn              | Mahindra Racing           | 26     | Colisão        | 12   |        |
| Ret                                                            | 27 | Jake Dennis            | BMW i Andretti Motorsport | 16     | Colisão        | 17   |        |
| NL                                                             | 48 | Edoardo Mortara        | Venturi Racing            | -      | Não largou     | NQ   |        |
| Volta mais rápida: Nyck de Vries (Mercedes-Benz EQ) – 1:08.811 |    |                        |                           |        |                |      |        |
| Fonte:                                                         |    |                        |                           |        |                |      |        |

## Classificação do campeonato após a corrida
Apenas as cinco primeiras posições estão representadas.
| Pos | Piloto                 | Pontos | Var |
| --- | ---------------------- | ------ | --- |
| 1   | Nyck de Vries          | 32     | 0   |
| 2   | Sam Bird               | 25     | 22  |
| 3   | Robin Frijns           | 22     | 14  |
| 4   | Edoardo Mortara        | 18     | 2   |
| 5   | António Félix da Costa | 15     | 6   |

| Pos | Equipe                    | Pontos | Var |
| --- | ------------------------- | ------ | --- |
| 1   | Jaguar Racing             | 40     | 2   |
| 2   | Mercedes-Benz EQ          | 36     | 1   |
| 3   | Envision Virgin Racing    | 22     | 9   |
| 4   | Dragon / Penske Autosport | 22     | 8   |
| 5   | Audi Sport ABT Schaeffler | 19     | 1   |

## Eventos

#### Acidente
Perto do fim, a corrida foi paralisada pelo safety car devido a capotagem de Alex Lynn, não mostrada pela transmissão internacional, que ocorreu após o acidente entre Günther e Blomqvist. O acidente não foi exibido na transmissão devido ao fato de que o operador da câmera estava focando no incidente entre Maximilian Günther e Tom Blomqvist. No dia 28 de fevereiro a Fórmula E liberou no Twitter uma filmagem do circuito fechado de televisão mostrando o acidente e no dia 1 de março a Mahindra publicou um vídeo do Alex Lynn sobre o evento.
De acordo com The Race, a capotagem ocorreu quando Lynn e Evans entraram em contato antres da zona de frenagem na curva 18. O acidente é comparavel ao que ocorreu com Mark Webber no Grande Prêmio da Europa de 2010 e Dilbagh Gill, chefe da Mahindra, disse que o aciente "completamente destruiu o carro" e que o halo contribuiu de forma significante para a segurança do piloto. A equipe vai construir um novo carro para Lynn participar no ePrix de Roma.
A corrida foi interrompida com a bandeira vermelha. Por preocação, Lynn foi levado ao hospital e posteriormente a equipe Mahindra anunciou no Twitter que ele havia sido liberado e que virá a disputar o ePrix de Roma.

#### Punições
Por somente haverem usado o modo de ataque uma única vez durante a corrida, enquanto são obrigados a acionarem duas, Jean-Éric Vergne e Nick Cassidy tiveram 24 segundos acrescidos aos seus tempos finais, caindo respectivamente para 12º e 14º.

#### Outros
Durante a cerimônia de premiação, o governo da Arábia Saudita, com um míssil Patriot, neutralizou um míssil sobre Riade, perto da cidade de Daria, supostamente disparado pelos rebeldes Houthi do Iêmen. Não houve feridos, mas os voos foram desviados ou cancelados, fazendo com que alguns participantes voltassem para os seus hotéis e uma casa foi danificada.